# Jabutiboia
A jabutibóia (Liophis reginae) é uma espécie sul-americana de serpente da família dos colubrídeos. Tais répteis medem cerca de 70 cm de comprimento, possuindo o dorso pardo com o centro das escamas claro e ventre branco amarelado com manchas negras alternadas.